# Gromia sphaerica
Gromia sphaerica es una ameba esférica gigante y de tamaño macroscópico, un organismo unicelular clasificado entre los protistas y el más grande del género Gromia. Gromia sphaerica es uno de los organismos unicelulares más grande del mundo.
Fue descubierta en 2000, a lo largo del margen del mar arábigo, a profundidades de 1.163 a 1.194 metros (3.816 a 3.917 pies). Las muestras varían en tamaño de 4,7 a 38 milímetros (0,19 a 1,50 pulgadas) de diámetro. La testa (cáscara orgánica) suele ser de forma esférica y con poros en forma de panal. Hay filamentos en la parte inferior del organismo, donde está en contacto con el fondo marino, y en su mayoría está lleno de estercomatas (gránulos de desecho).

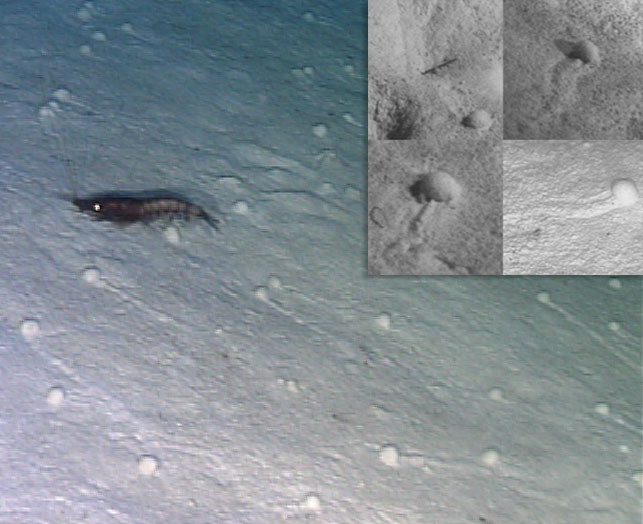
Individuos de Gromia sphaerica al lado de un camarón.

En 2008, investigadores de la Universidad de Texas encontraron especímenes de 30 milímetros (1,2 pulgadas) frente a la costa de Little San Salvador en Bahamas. Se descubrió que estos especímenes hacen senderos de barro de hasta 50 centímetros (20 pulgadas) de largo. Anteriormente se pensaba que los organismos unicelulares eran incapaces de realizar este tipo de senderos, y su causa fue previamente una fuente de especulación. Los senderos de barro hechos por los especímenes de Bahamas parecen coincidir con los senderos de barro prehistóricos del Precámbrico, incluidos los senderos fósiles de 1.800 millones de años en la formación Stirling en Australia. Esto sugiere que el rango temporal de estos organismos se extendería hasta el Paleoproterozoico.